# 刚果民主共和国—以色列关系
在1973年赎罪日战争爆发后，薩伊共和國（即刚果民主共和国的前称）与大多数曾经承认以色列的非洲国家一样决定与以色列断交。然而与多数非洲国家不同的是，扎伊尔于20世纪80年代初恢复了与以色列的外交关系。
2020年3月，刚果总统费利克斯·齐塞克迪宣布他打算任命一名驻以色列大使（此前刚果民主共和国一直派一名代办驻以色列），并在耶路撒冷设立一个经济部门。

## 历史

### 早期关系

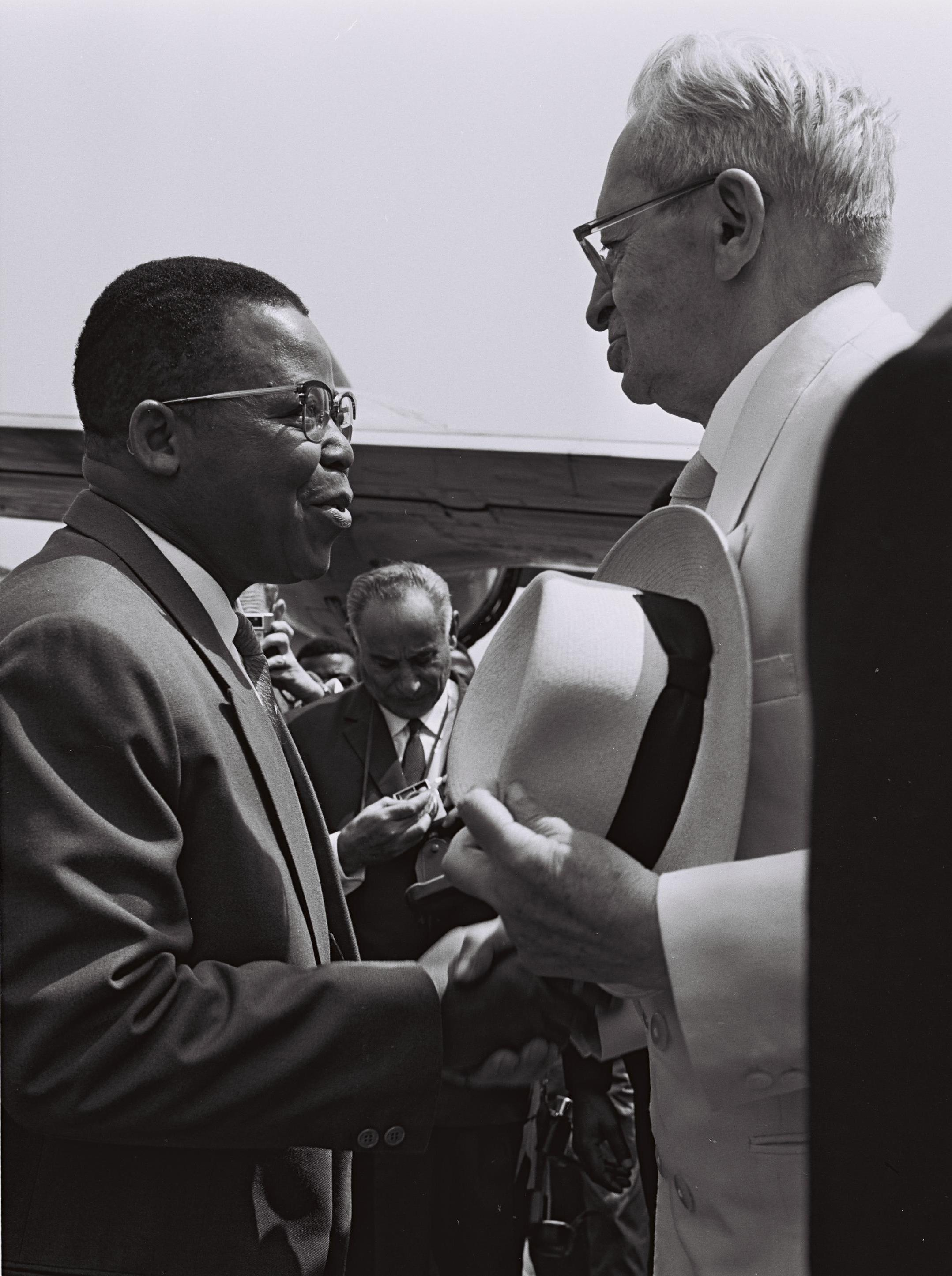
1962年，国家元首约瑟夫·卡萨武布和伊扎克·本-兹维在利奥波德维尔（金沙萨）会晤

两国元首首次会晤于1962年8月举行，当时以色列总统伊扎克·本-兹维前往利奥波德维尔（现金沙萨）并会见了刚果（金）总统约瑟夫·卡萨武布。

### 蒙博托总统任期内（1965年至1997年）
在1973年10月赎罪日战争爆发后，时任总统蒙博托决定与以色列断绝外交关系，并宣称“以色列一直是我国忠实的朋友”，但他不得不断绝外交关系：  “人们可以选择自己的朋友，但不能选择自己的兄弟”。然而扎伊尔后来成为首个（1982年）重新与以色列恢复外交关系的非洲国家，随后利比里亚于1983年恢复外交关系，科特迪瓦和喀麦隆于1986年恢复外交关系，多哥则在1987年恢复外交关系。
在外交关系恢复期间，蒙博托与以色列国防部长阿里埃勒·沙龙（时任梅纳赫姆·贝京内阁成员）签署了一项军事协议，以训练并装备其总统卫队。沙龙还通过蒙博托会见了乍得总统侯赛因·哈布雷，以色列随后在1983年向乍得国民武装部队运送了一批高射炮，而当时正值乍得—利比亚冲突时期。
以色列于1994年继续向扎伊尔提供援助，签署了价值5000万美元的合同，并派遣约40名以色列军事顾问前往金沙萨。

### 当代关系
2019年6月，2001年至2018年担任刚果总统的约瑟夫·卡比拉被指控招募前摩萨德特工监视其对手。
2020年3月，自2019年1月起担任刚果民主共和国总统的费利克斯·齐塞克迪前往美国，出席由美国以色列公共事务委员会主办的年度会议。他在会上宣布刚果（金）与以色列将恢复最高层级的外交关系，并计划任命一位驻以色列大使。在此之前，刚果（金）在以色列已连续二十年仅由临时代办代表。
齐塞克迪还宣布，刚果（金）将在西耶路撒冷开设驻以色列大使馆的新商务处（大使馆本身仍将设于特拉维夫），并表示支持由美国总统唐纳德·特朗普提出的以色列－巴勒斯坦和平计划。该声明在刚果（金）国内引发争议，因为该和平计划被国际社会广泛认为对巴勒斯坦人极为不利，且已遭到非洲联盟的拒绝，而齐塞克迪于2021年出任非盟轮值主席。
在回应2023年哈马斯主导对以色列的袭击事件时，齐塞克迪对巴勒斯坦抵抗组织针对以色列的攻击行为予以谴责。

## 合作领域

### 人道主义合作
以色列非政府组织“非洲2030”在刚果民主共和国成立，其既定目标是保护生态环境和对抗营养不良。

### 丹·格特勒事件
以色列商人丹·格特勒自1997年以来常驻刚果民主共和国，是刚果矿产资源（包括钻石、铜和钴）的主要出口商之一。据称其在该国的地位源于时任总统洛朗-德西雷·卡比拉授予的垄断权，作为一项包含来自以色列的资金补偿与武器供应的协议的一部分。自此以来，多家非政府组织与外国政府指控格特勒掠夺刚果（金）资源、涉及腐败行为。“非洲进步小组”于2013年指出，格特勒通过其参与的矿业许可交易使刚果（金）损失了约14亿美元的财政收入。因长期严重侵犯人权，美国财政部于2017年对丹·格特勒及其他14人实施制裁。